# タイマイ
タイマイ（玳瑁、瑇瑁、Eretmochelys imbricata）は、爬虫綱カメ目ウミガメ科タイマイ属に分類されるカメ。本種のみでタイマイ属を構成する（単型）。

## 分布
インド洋、大西洋、太平洋
主要な繁殖地としてインドネシア、セーシェル、モルディブ、西インド諸島などがある。ウミガメ科他種のように集中した産卵地がなく、広域で散発的に産卵する。日本では、奄美諸島以南の南西諸島で少数が産卵する。

## 形態
甲長53.3 - 93.5センチメートル（上陸したメスの計測値。オスは上陸しないため捕獲や計測が難しい）。体重30 - 70キログラム。椎甲板や肋甲板の後部が、その後ろにある甲板の前部と重なる。縁甲板の後縁は鋸状に尖る。背甲の色彩は黄色で、黒褐色の斑紋が入る。
吻端が尖る。下顎を覆う鱗（下顎鱗板）は左右に1枚ずつ。頸部は長く、尖った吻端もあわせてサンゴの隙間にいる獲物を捕食することに適している。頭部や四肢の背面は、黄色く縁取られた黒褐色の鱗で覆われる。腹面は黄色。
卵は直径3.5センチメートル。

## 生態
熱帯にある、サンゴ礁が発達した海洋に生息する。
主にカイメンを食べる。サンゴの死骸を嘴や前肢で取り除いて、サンゴの隙間にいる獲物を啄んで食べる。イカや海藻類も食べる。
繁殖様式は卵生。周年繁殖する。砂浜から陸域に入り込んで、植生のあるところで産卵することも多い。
天敵は人間、サメ、ワニ、肉食性海鳥等。

## 人間との関係
卵は食用とされることもある。食性から肉に毒が含まれることもあり、食べた人が中毒死した例もある。なお、解毒剤は存在しない。
日本では、甲板が鼈甲細工の原料とされた。
鼈甲用や卵も含めた食用の乱獲、生息地であるサンゴ礁の白化による減少、ガス田や油田開発による影響、原油による海洋汚染、漁業による混獲などにより生息数は減少している。1975年のワシントン条約発効時には、基亜種がワシントン条約附属書I、亜種E. i. bissaがワシントン条約IIに掲載されていた（2017年現在は本種に亜種は認められていない）。1977年に種としてワシントン条約附属書I、1981年にウミガメ科単位でワシントン条約附属書Iに掲載されている。日本は世界各地から甲板を輸入し、1975年にワシントン条約が発効してからも本種の甲板の輸入を続けていた。これには国際社会からの批判が大きく、1993年に本種の日本への甲板の輸入は停止された。
日本
刺し網漁による混獲、護岸工事や砂の流出による、産卵地への影響が懸念されている。一方で産卵数は少ないものの、2014年のデータでは、1995年以降は年あたり10 - 20回の産卵が確認されており、産卵数は安定している。日本では全ての産卵地で卵の採集が禁止され、鼈甲目的の捕獲も基本的に禁止されている。
絶滅危惧IB類 (EN)（環境省レッドリスト）

## 交雑問題
本種に限られるわけではないがカメ目は遺伝的分化が進んでおらず属間雑種が見られることがあり、ウミガメ上科では染色体数にも違いがなく遺伝的差異が小さい。2006年に発表された本種のブラジルバイーア州の上陸個体119頭のミトコンドリアDNAの制御領域の分子解析では、67頭は本種のハプロタイプだったが、50頭のハプロタイプはアカウミガメ、2頭のハプロタイプはヒメウミガメという解析結果が得られた例がある。形態が本種であるにもかかわらず他種のハプロタイプと解析された理由として、母親もしくはその先祖に属間雑種が含まれていたためと推定されている。
日本では1999年に本種とアカウミガメの中間型の個体が、産卵はしなかったもののアカウミガメに混じり上陸した例がある。2013年6月に奄美大島において、アカウミガメとタイマイの特徴を併せ持つ交雑種が産卵していることが、NPO法人・日本ウミガメ協議会によって確認された。同協議会では、種の保全が脅かされる危険性があるとして、今後子ガメの種の確認を実施したいとしている。

## 画像

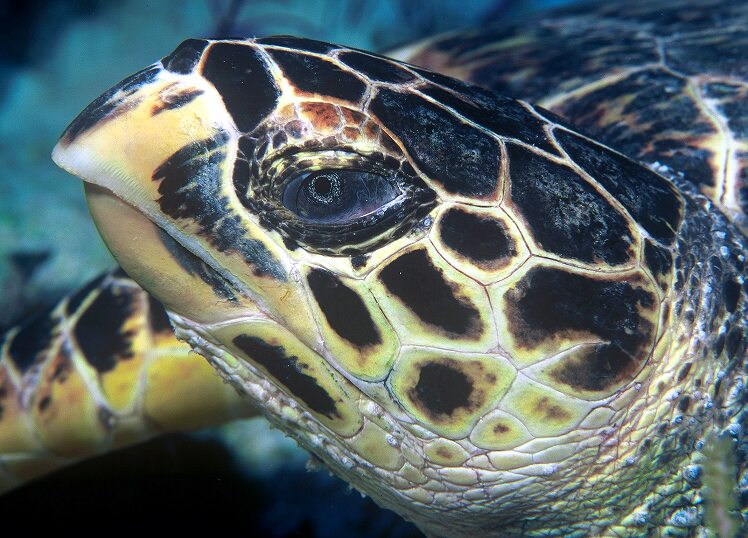
頭部
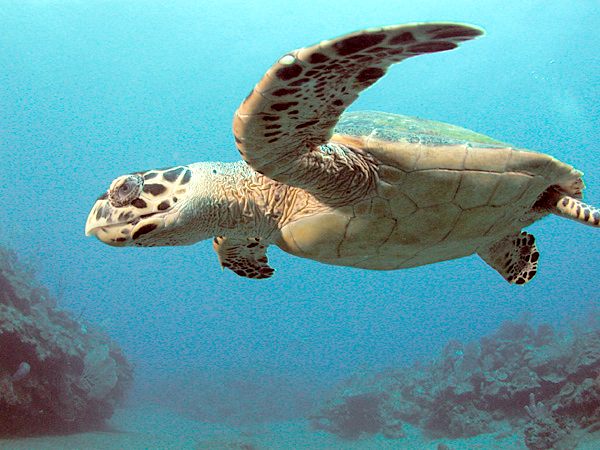
腹面
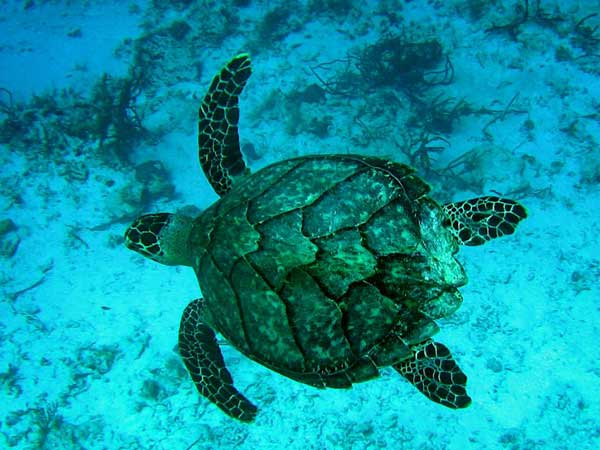
背面
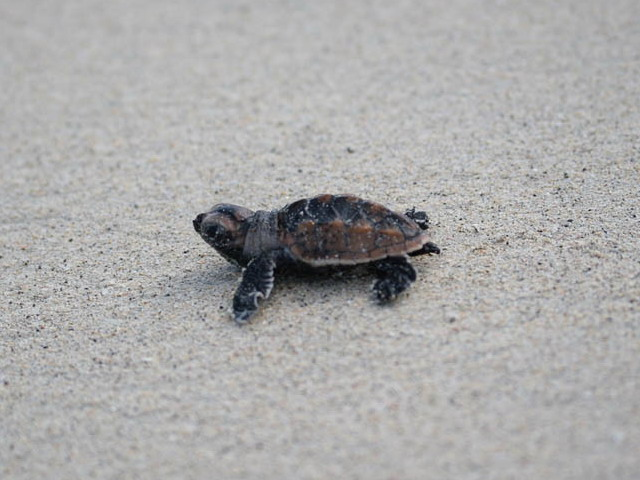
孵化直後の幼体
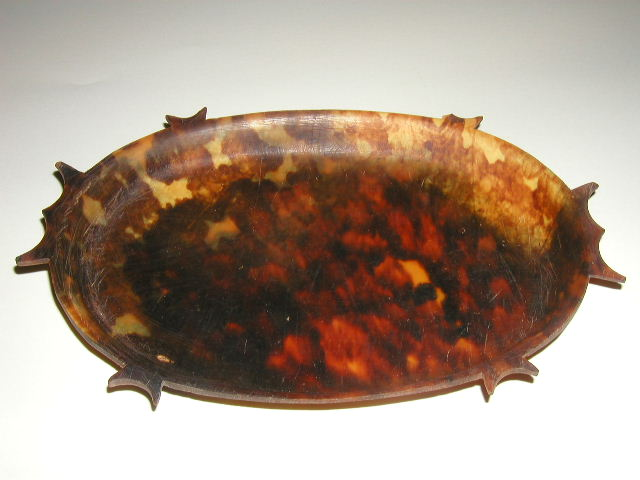
南洋諸島の鼈甲細工の一例